# Mina Studio Collection
Mina Studio Collection è una raccolta della cantante italiana Mina, pubblicata il 26 novembre 1998 dalla PDU.
Nel 2012, questa raccolta è stata rimossa dalla discografia sul sito ufficiale minamazzini.com.

## Descrizione
L'album raccoglie in ordine cronologico, dalla più "giovane" alla più "vecchia", canzoni incluse in dischi editi tra il 1970 e il 1997.
Sei di esse, pubblicate solo su 45 giri, appaiono qui per la prima volta in CD: 
- Ninna nanna fu pubblicata nel 1984 come lato B di Rose su rose, brano inserito nell'album Catene.
- Città vuota, in versione "disco", fu pubblicata nel 1978 su 45 giri (nel lato B fu inserita Ancora ancora ancora, canzone pubblicata in seguito nella raccolta Del mio meglio n. 7).
- Quando mi svegliai fu pubblicata nel 1975 come lato B del 45 giri L'importante è finire, brano inserito nell'album La Mina.
- Lamento d'amore fu pubblicata nel 1973 su un 45 giri che comprendeva anche il brano Rudy (brano inserito nel 33 giri Altro). Il brano era già stato inserito in una raccolta del 1974, Evergreens uscita solo su musicassetta.
- Credi fu pubblicata nel 1970 come lato B di un 45 giri che comprendeva anche Io e te da soli (quest'ultimo brano fu inserito nel primo volume di Del mio meglio).
- Viva lei fu pubblicata nel 1970 come retro del 45 giri Insieme, canzone contenuta nell'album ...quando tu mi spiavi in cima a un batticuore....

## Tracce
CD 1
1. Con te sarà diverso – 4:32 (testo: Fabrizio Berlincioni – musica: Mauro Culotta)
2. Volami nel cuore – 3:39 (testo: Alberto Testa – musica: Manrico Mologni, Gualtiero Malgoni)
3. Non c'è più audio – 4:52 (Giovanni Donzelli, Vincenzo Leomporro)
4. Amore (feat. Riccardo Cocciante) – 5:20 (testo: Maurizio Monti – musica: Riccardo Cocciante)
5. Rotola la vita (feat. Audio2) – 4:48 (Giovanni Donzelli, Vincenzo Leomporro)
6. L'irriducibile – 4:20 (testo: Alberto De Martini – musica: Massimiliano Pani)
7. Neve – 5:22 (Giovanni Donzelli, Vincenzo Leomporro)
8. Il corvo – 3:44 (Marco Luberti)
9. Amornero – 4:20 (testo: Duchesca, Lucumone – musica: Aldo Donati)
10. Tre volte sì – 5:20 (testo: Giorgio Calabrese – musica: Massimiliano Pani)
11. L'ultimo gesto di un clown – 4:03 (testo: Paolo Limiti, Moreno Ferrara – musica: Gianfranco Fasano)
12. Proprio come sei – 4:05 (testo: Samuele Cerri – musica: Massimiliano Pani)
13. Via di qua (feat. Fausto Leali) – 4:51 (testo: Giorgio Calabrese – musica: Massimiliano Pani)
14. Questione di feeling (feat. Riccardo Cocciante) – 4:15 (testo: Mogol – musica: Riccardo Cocciante)
15. Comincia tu – 4:11 (testo: Massimiliano Pani – musica: Massimiliano Pani, Piero Cassano)
16. Ninna nanna (Massimiliano Pani, Valentino Alfano)
17. Devi dirmi di sì (testo: Massimiliano Pani, Valentino Alfano – musica: Massimiliano Pani, Piero Cassano)

CD 2
1. Magica follia – 3:59 (Andrea Lo Vecchio)
2. Una canzone (feat. New Trolls) – 4:13 (testo: Vittorio De Scalzi, Nico Di Palo – musica: Gianni Belleno, Ricky Belloni)
3. Buonanotte buonanotte – 5:07 (testo: Carla Vistarini – musica: Fabio Massimo Cantini)
4. Anche un uomo – 4:51 (testo: Mike Bongiorno, Ludovico Peregrini, D. Tosi – musica: Anselmo Genovese)
5. Ancora ancora ancora – 4:19 (testo: Cristiano Malgioglio – musica: Gianpietro Felisatti)
6. Città vuota (It's a Lonely Town) – 5:00 (testo: Giuseppe Cassia – musica: Doc Pomus, Mort Shuman)
7. Giorni – 4:58 (testo: Luigi Albertelli – musica: Shel Shapiro)
8. Colpa mia – 4:07 (testo: Simonluca – musica: Roberto Soffici, Dante Pieretti, Simonluca)
9. L'importante è finire – 3:19 (testo: Cristiano Malgioglio – musica: Alberto Anelli)
10. Quando mi svegliai – 3:06 (testo: Daniele Pace – musica: Corrado Conti, Mario Panzeri)
11. Non gioco più – 2:53 (testo: Gianni Ferrio – musica: Roberto Lerici, Gianni Ferrio)
12. E poi... – 4:49 (testo: Andrea Lo Vecchio – musica: Shel Shapiro)
13. Lamento d'amore – 3:22 (Luigi Albertelli, Enrico Riccardi)
14. Grande grande grande – 3:57 (testo: Alberto Testa – musica: Tony Renis)
15. Amor mio – 4:45 (testo: Mogol – musica: Lucio Battisti)
16. Credi (testo: Paolo Limiti – musica: Mario Nobile)
17. Viva lei – 3:19 (testo: Paolo Limiti – musica: Vittorio Buffoli, Mario Nobile)